# Översilningsäng

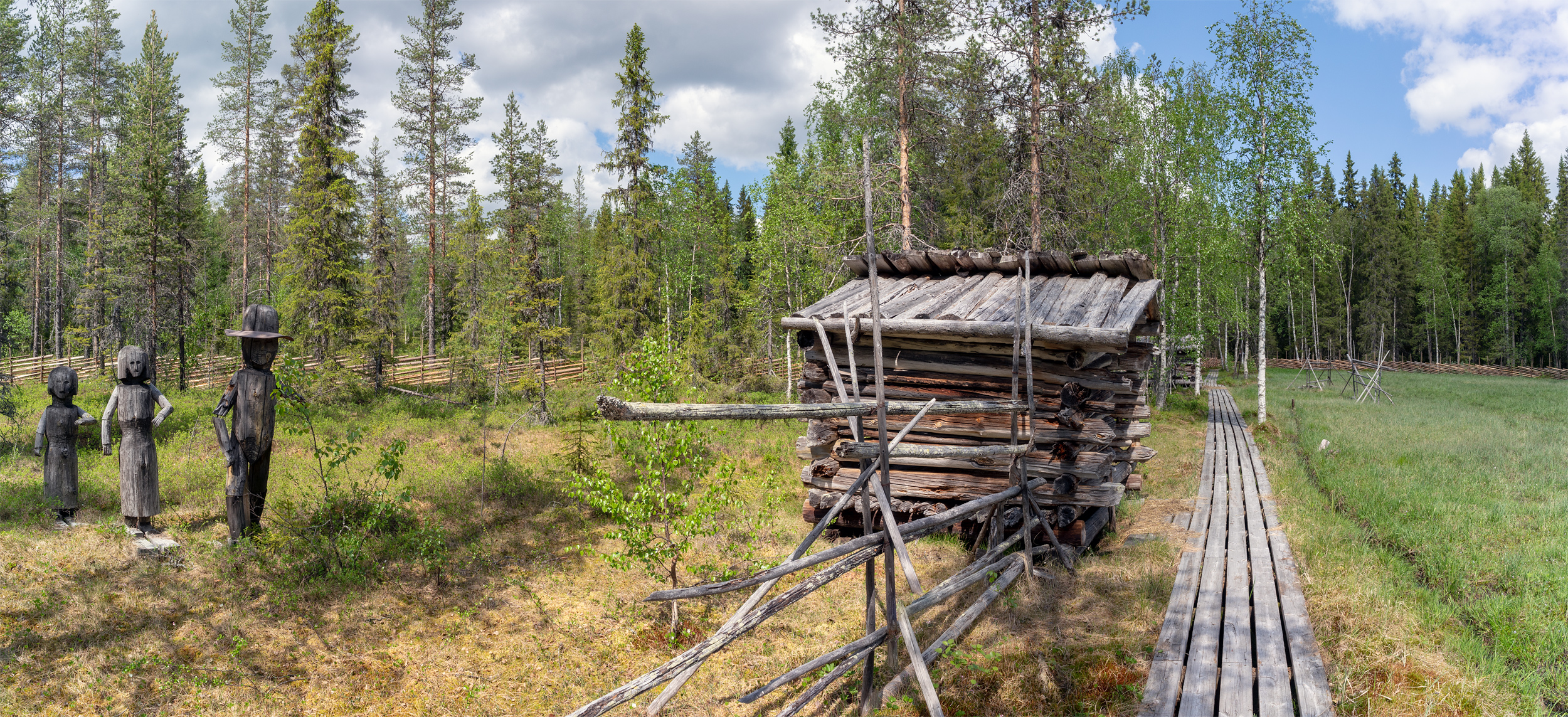
Översilningsäng i Lillsjöslåtterns naturreservat

Översilningsäng är en sådan äng som användes för översilning. Rätt skötta kunde dessa ängar ge stora skördar. Runt förra sekelskiftet (1900) konkurrerades översilningsängarna ut av konstgödning.